# Alfama de ontem e alfama de hoje
Alfama de ontem & Alfama de hoje : aspectos históricos e etnográficos da autoria de Luís Chaves, foi publicada  em 1936 pela Câmara Municipal de Lisboa pertencendo  à coleção de "Publicações dos Anais das Bibliotecas, Museus, e Arquivo Histórico Municipais" (nº 11)  